# Ziekte van Legg-Calvé-Perthes
De ziekte van Legg-Calvé-Perthes (LCP) is een aandoening van het heupgewricht die zowel kinderen als honden treft.
De ziekte van Legg-Calvé-Perthes is vernoemd naar drie orthopedisch chirurgen die bijna gelijktijdig in 1910 de ziekte ontdekten: Arthur Legg (1874-1939) uit de Verenigde Staten, Jacques Calvé (1875-1954) uit Frankrijk en Georg Clemens Perthes (1869-1927) uit Duitsland.

## Beschrijving
Het is een aandoening die zich kenmerkt door een misvorming van de heupkop en de heupnek. De patiënt heeft een verstoorde bloedvoorziening naar de kop van de heup. Hierbij is de bloedvoorziening een tijdje gestopt. In het beginstadium ontstaat een avasculaire necrose van de kop: door de afwezigheid van bloedvaten sterft de heupkop in zijn volledigheid af. Door het afsterven van cellen lost het bot op en sterft langzaam af. Het lichaam reageert hierop door nieuwe bloedvaten en cellen aan te maken. Deze nieuwe cellen zijn echter niet zoals de oorspronkelijke cellen, waardoor misvorming optreedt. Het dode bot wordt opgenomen door het lichaam en tegelijkertijd wordt het bot ook weer opgebouwd. Het bot is in deze fase erg afgezwakt: de ronde vorm gaat verloren en vertoont inzakking.
Hoogstwaarschijnlijk is het een erfelijke beperking, een lijden beperkt in de tijd. Een studie bij dwergpoedels heeft aangetoond dat de aandoening mogelijk berust op een recessief gen. Dit betekent dat beide ouderdieren drager of lijder dienen te zijn.
Bij mensen worden vooral kinderen tussen de 3 en 13 jaar getroffen. De aandoening duurt 2 tot 5 jaar.

## Oorzaken
De eigenlijke oorzaak is niet bekend. De uitkomsten van onderzoeken verschillen sterk van elkaar. 
Vaak wordt een verstoring in de bloedstolling als oorzaak aangewezen. Weefselonderzoek wijst uit dat er iets mis is in de doorbloeding van de heupkop, wat ervoor zorgt dat de cellen in het botweefsel geleidelijk afsterven. Verder is ook gekeken naar andere oorzaken zoals genen, leefomgeving, afwijkende groei en roken, maar er zijn niet genoeg bewijzen dat deze invloed hebben op de ziekte of ze hebben maar voor een klein gedeelte invloed op deze ziekte.
Er zijn verschillende ideeën over de oorzaak van het tekort aan bloed bij honden:
- Schade aan één of meer bloedvaten in de heupkop door trauma of te veel druk op de heupkop.
- Bij bepaalde toy-breedrassen bevinden de aderen zich vlak onder de binnenbekleding van het gewricht waardoor deze erg makkelijk afsterven.
- Door een ontsteking van het gewrichtskapsel gaat de druk in het gewricht snel omhoog, waardoor de aderen worden afgeklemd. Dit verstoort de bloedsomloop.
- Een overmatige concentratie van het geslachtshormoon hebben mogelijk invloed op de doorbloeding van de heupkop. Om dit te bevestigen is verder onderzoek nodig.
- Door een gebrek aan bepaalde eiwitten zouden er bloedpropjes in de aderen kunnen ontstaan.

Bij bepaalde hondenrassen valt deze aandoening binnen de erfelijke eigenschappen, waardoor het fokken met honden die drager of lijder zijn van Calvé sterk wordt afgeraden.

## Verschijnselen
Bij de ziekte van Perthes is meestal maar één heup aangetast. Bij 10% van de patiënten heeft de ziekte beide heupen aangetast. Ook komt de ziekte vaker voor bij jongens dan bij meisjes, ongeveer in een verhouding van 4 (jongens) : 1 (meisjes).
De eerste klachten die optreden zijn pijn in de lies, knie of heup. Bij springen, hurken, hardlopen, fietsen, traplopen of bij het buigen van de benen kan de pijn verergeren. De patiënt begint dan mank te lopen. Deze verschijnselen hoeven niet altijd op te treden, ze kunnen ook afwisselend optreden en in verschillende mate.
Aan het begin is de pijn nog mild, maar met de vorderende misvorming van de heupkop stijgt de last voor de patiënt. De ziekte komt in vier gradaties voor. Bij gradatie 1 is de heupkop voor ongeveer een kwart afgestorven, bij gradatie 2 voor ongeveer de helft, bij gradatie 3 voor ongeveer driekwart en bij gradatie 4 is de heupkop vrijwel geheel afgestorven.
Honden met LCP zijn meestal prikkelbaarder dan gewoonlijk door de pijn tijdens het ziekteverloop. Het bijten in de aangetaste heup of flank is daarom niet verwonderlijk. Het dier wordt kreupel door een aangetaste, onbruikbaar geworden poot. Deze verergering kan wel enkele maanden aanhouden. In de meeste gevallen is de aangetaste poot zeer stijf en neemt de spiermassa ter hoogte van het bovenbeen zichtbaar af. Door de poot te strekken en naar binnen en naar buiten te draaien kunnen pijnreacties opgewekt worden. Ook zal het heupgewricht minder soepel bewegen.

## Diagnose
De diagnose wordt gesteld naar aanleiding van de verschijnselen en een lichamelijk onderzoek. Bij een lichamelijk onderzoek kan de arts vaststellen dat de beweeglijkheid van de heup verminderd kan zijn. Het probleem bij de ziekte is de (heup)kopmisvorming. Daarbij worden er vaak röntgenfoto’s van de heupen gemaakt. Hierop is de vervorming van de heup goed te zien bij Perthes.
Bij een MRI-scan wordt er in de MRI-scanner een nauwkeurige foto gemaakt van organen en weefsels. Op een MRI-scan is de afwijking aan de heup in de eerste week al zichtbaar. Verder is een voordeel van de MRI dat deze heel uitgebreid is in een vroeg stadium van het proces.
Een botscan laat de botafbraak en botaanmaak zien. Al weken tot maanden voordat er op de röntgenfoto wat te zien is, zie je op de botscan een verminderde botactiviteit. Het nadeel aan de botscan is dat, wanneer zich meerdere botreparaties voordoen, de botscan (ten onrechte) een normaal beeld geeft.
Een echo wordt weleens gedaan om te zien of er vocht in het heupgewricht zit. Dit wordt minder vaak gebruikt, omdat op de röntgenfoto dit ook te zien is aan de verbreding van de gewrichtsspleet.
Bij honden wordt de diagnose gesteld door een dierenarts wanneer de hond klachten vertoont en binnen de leeftijd valt waarin deze aandoening voorkomt. Ook wordt er gekeken naar de röntgenfoto's van de heupen. Op de röntgenfoto's is de heupkop zichtbaar afgevlakt en is er tevens botoplossing zichtbaar. Er kan daarnaast sprake zijn van een gewrichtsontsteking met het daarbij horende botverval en de botwoekeringen. De gewrichtruimte is in de meeste gevallen groter geworden. In een vergevorderd stadium is de heupkop letterlijk ingezakt en kan er sprake zijn van een breuk in het bovenbeen die grenst aan het aangedane gewricht.

## Behandeling
Meestal is de beste behandeling bij Perthes het nemen van veel rust. Hierdoor kan het bot zich weer herstellen. Wanneer dit niet op de goede manier gebeurt, wordt er ook weleens gebruikgemaakt van onderstaande behandelmethoden:
- Tractie: de spieren en gewrichten uitrekken door middel van gewichtjes
- Spreidbeugel: Hierdoor wordt de heup in zo’n houding geplaatst, dat de heupkop beter aangroeit
- De patiënt moet een operatie ondergaan waarbij het bot bijvoorbeeld in de kom geplaatst wordt
- Pandak plastiek: Bij deze operatie wordt de te platte heupkom vergroot door het aanbrengen van een extra stuk bot
- Rolstoel/ krukken: Hierdoor wordt de heup minder belast
- Met beugel lopen: Hierdoor wordt de heup in de goede houding geplaatst
- Fysiotherapie: Hier leert de patiënt een juiste houding aan te nemen die het herstel van de heup bevordert.

Bij honden zijn twee behandelingen mogelijk, een chirurgische en een conservatieve. De conservatieve behandeling kan enkel worden toegepast indien de heupkop nog de originele vorm heeft en met voldoende diepte in de heupkom ligt. Met strikte rust en fysiotherapie kan heel soms verdere achteruitgang worden voorkomen. Wel is het dan nodig om elke maand een röntgenfoto te maken totdat de patiënt een jaar oud is.
In de meeste gevallen is een operatie vereist waarbij de kop en de hals uit het bovenbeen weggehaald worden. Op deze manier is het probleem en tevens de pijn weggenomen. Het klinkt misschien vreemd dat een hond goed kan blijven lopen zonder heupkop, maar de spieren nemen deze functie volledig over. 
Het plaatsen van een kunstheup bij honden is ook een optie, maar vaak is de patiënt te klein om hiervoor in aanmerking te komen. Bovendien functioneren kleinere honden vrijwel prima na amputatie van kop en hals. Hierbij is een stevige bovenbeenbespiering zeer belangrijk. Na de operatie moet langdurig pijnstilling worden toegediend en wordt geadviseerd de spieren in het bovenbeen veel te trainen.

## Prognose
De prognose is per patiënt verschillend. Het uiteindelijke gevolg van Perthes hangt af van hoe goed de heupkop en –kom in elkaar passen. Hoe jonger het kind is, hoe groter de kans is dat de heup helemaal kan herstellen. Verder is de misvorming ook afhankelijk van de uitgebreidheid van de misvorming en van de risicotekenen, en daarbij vooral hoe ver de kop van de heup buiten de bedekking van de heupkom raakt.